# Замок Блютенбург
Замок Блютенбург (нім. Schloss Blutenburg) — колишня резиденція і мисливський замок герцогів Баварії. Розташований на берегах річки Вюрм і двох ставків неподалік від палацу Німфенбурга в районі Оберменцінг, Мюнхен.

## Історичний огляд

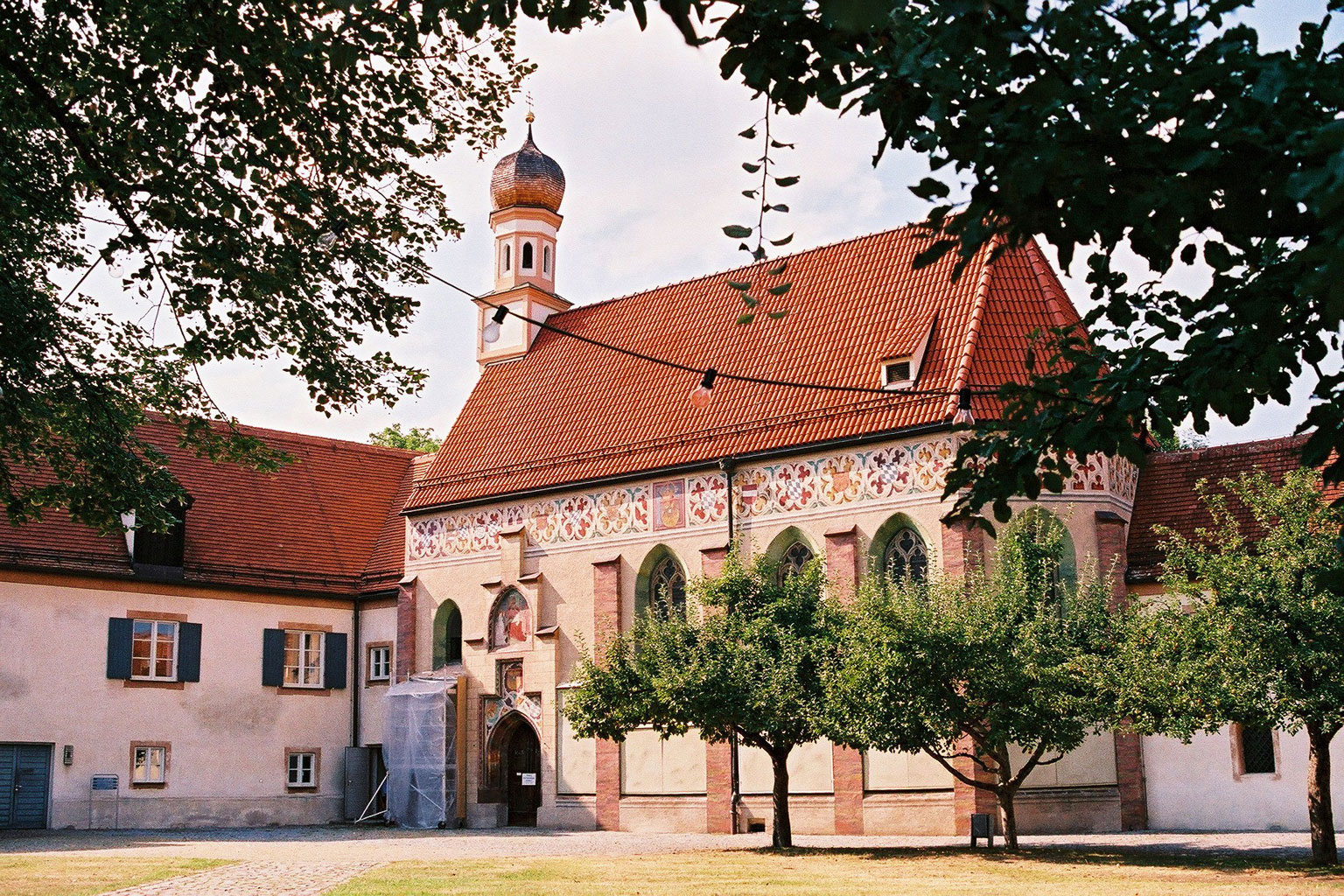
Замкова каплиця

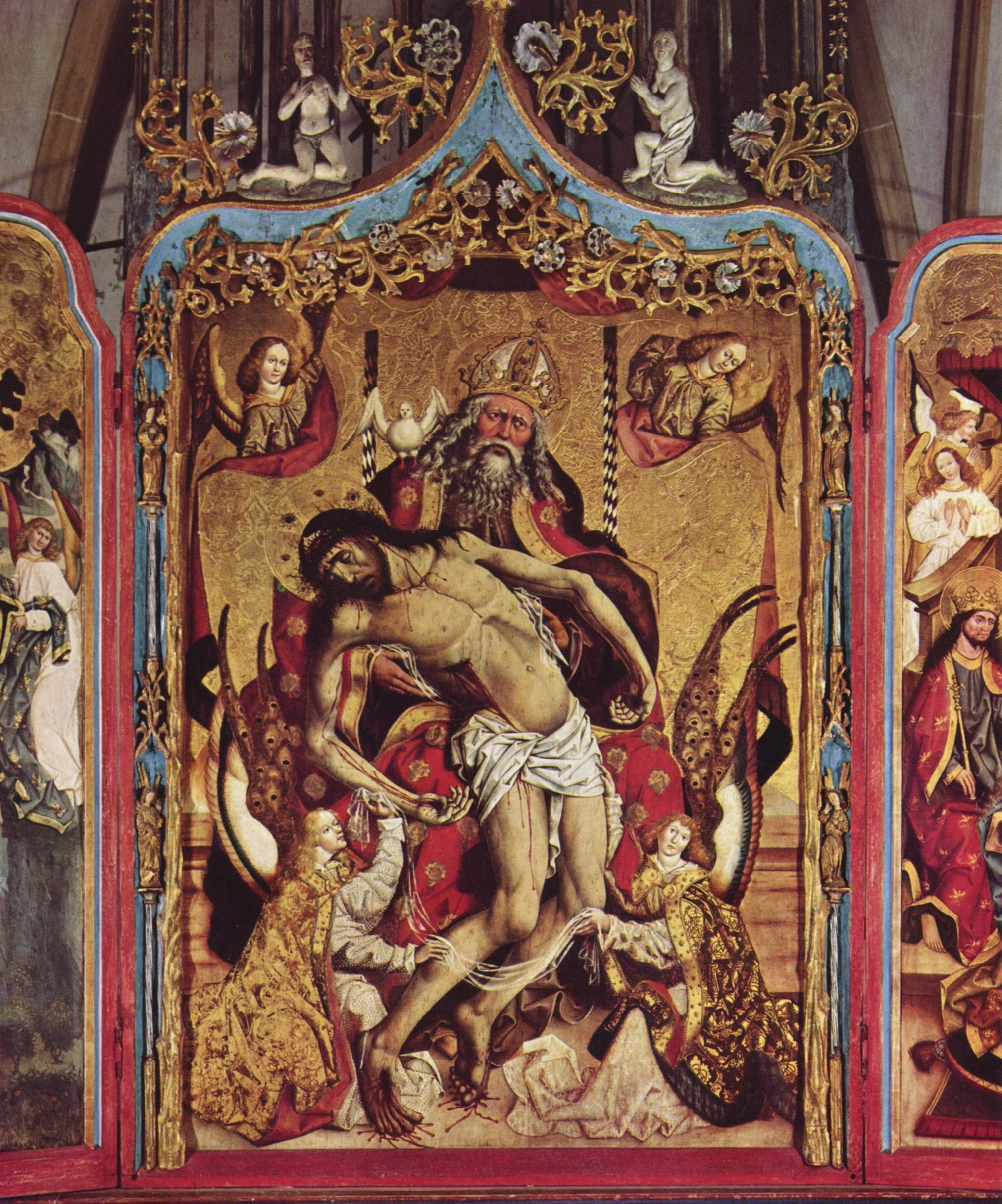
Ян Полак. Свята Трійця. 1491

Перший замок, який був збудований у XIII столітті, згорів у війну. У 1431–1440 роках на його місці був зведений мисливський замок для герцога Баварії Альбрехта III Благочестивого з роду Віттельсбахів.
На початку 1488 року син Альберта, герцог Сигізмунд Баварський, наказав розширити замок, у якому він і помер 1501 року.
Сигізмунд також розпорядився збудувати замкову каплицю Святої Трійці, чудовий шедевр пізньої готики.
Під час Тридцятирічної війни замок був зруйнований шведами, але в 1680–1681 роках його відновили.
У 1667 році замок перейшов до родини фон Берхем, а після смерті останнього з її представників у 1848 році —повернувся до королівських маєтностей. У 1866 році замок разом із майном орендували черниці.

## Замкова каплиця
Найважливіші роботи замкової каплиці Святої Трійці знаходяться у вівтарях, головному і двох бічних, які прикрашають різьблене оздоблення і триптих, створений у 1491 році баварським художником польського походження Яном Полаком (1435–1519).
У середній частині триптиха зображені Бог-Отець, який тримає мертве тіло Христа, і голуб Святого Духа, що сидить на його плечі. Він знаходиться в оточенні чотирьох ангелів, два з них тримають небесне склепіння, а два вшановують Святу Трійцю. На бічних частинах триптиха відтворені сцена хрещення Христа і коронування Богоматері, а на зворотній — герцог Сигізмунд і його покровитель святий Сигізмунд. Увінчує картину різьблені фігури «Христа в силах».

## Сучасний стан
З 1983 року в замку знаходиться Міжнародна молодіжна бібліотека (Internationale Jugendbibliothek), одна з найбільших у Німеччині. Тут також проводяться концерти.